# Kerk van Nørre Alslev
De Kerk van Nørre Alslev (Deens: Nørre Alslev Kirke) is een kerkgebouw in Nørre Alslev, een plaats in het noorden van het Deense eiland Falster. Het jaartal 1308 bij een fresco getuigt ervan dat de kerk er al sinds die tijd moet hebben gestaan. Het kerkgebouw staat vooral bekend om het fresco van de dodendans.

## Geschiedenis en architectuur
De kerk was voor de reformatie gewijd aan de heilige Nicolaas. Het vroeg-gotische koor en kerkschip werden van monniksstenen gebouwd op een hellende sokkel. Het koor is driezijdig afgesloten en heeft een getrapt fries. De toren en het wapenhuis zijn laat-gotisch. Beide geprofileerde spitsboogtoegangen bleven bewaard, de zuidelijke is nog altijd in gebruik. De gevels van de toren hebben vijf spitsboogblindnissen, het voorportaal heeft er drie.

## Interieur

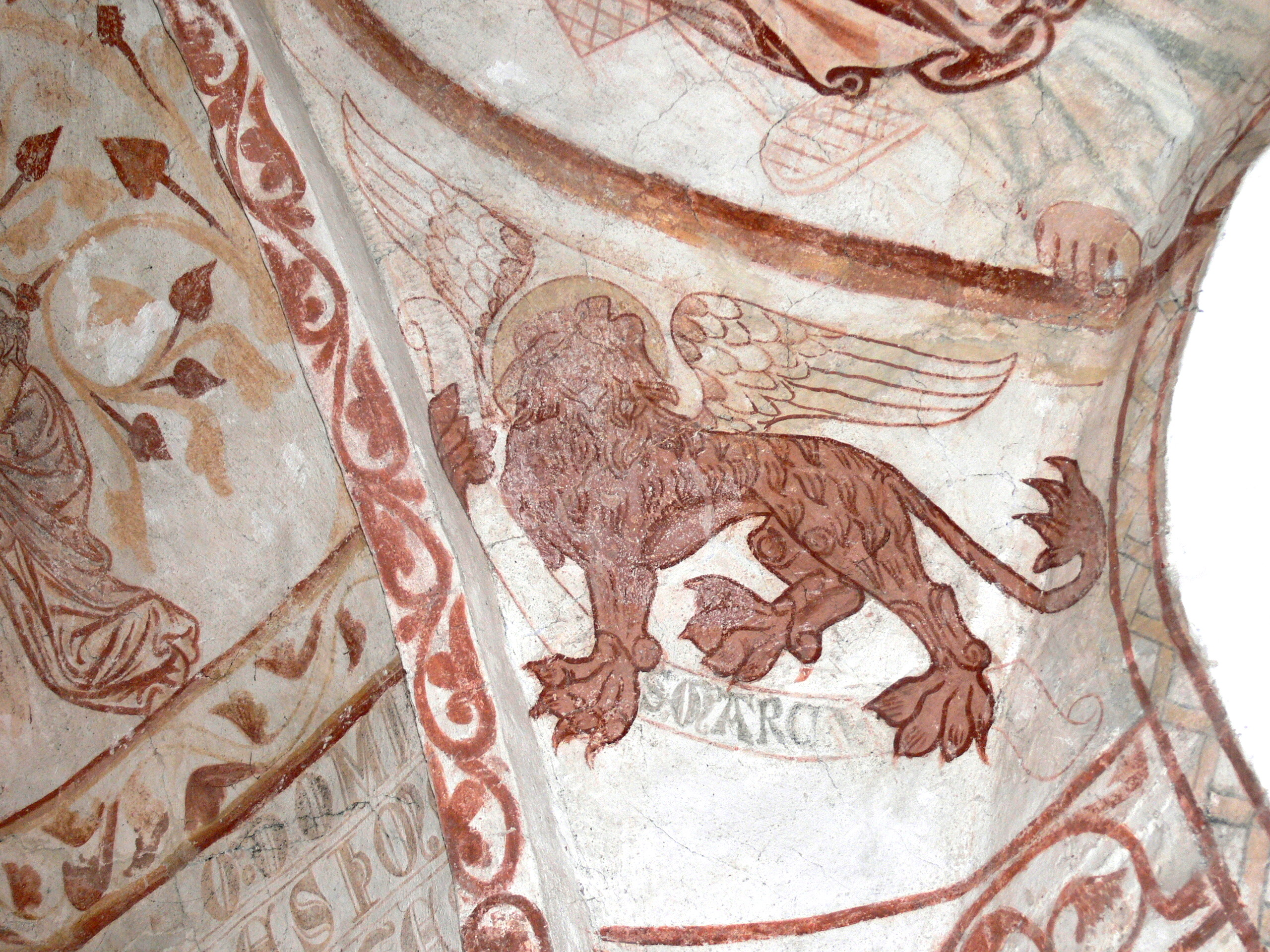
Fresco leeuw van Marcus in de oostelijke afsluiting

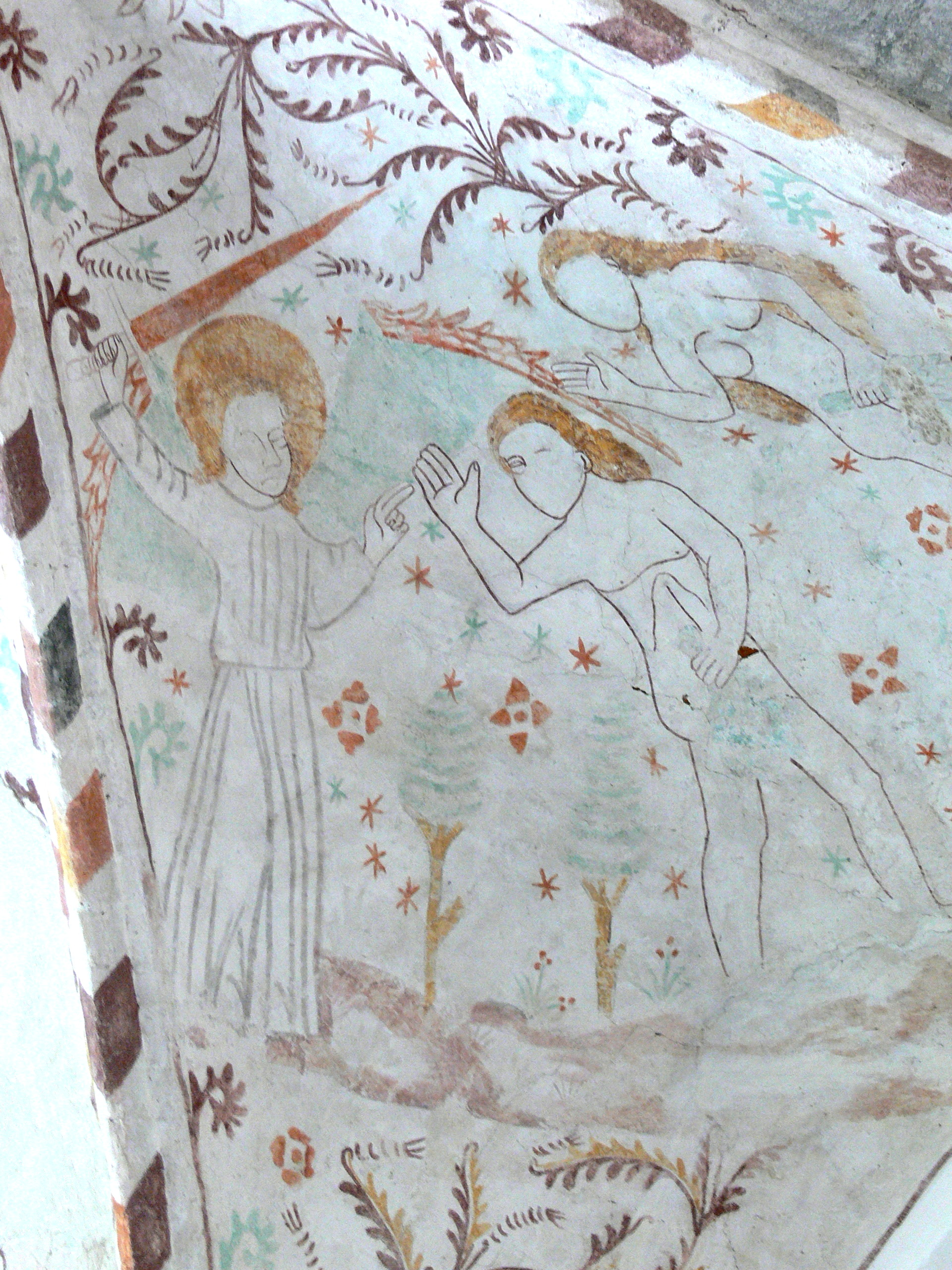
Fresco verdrijving uit het paradijs

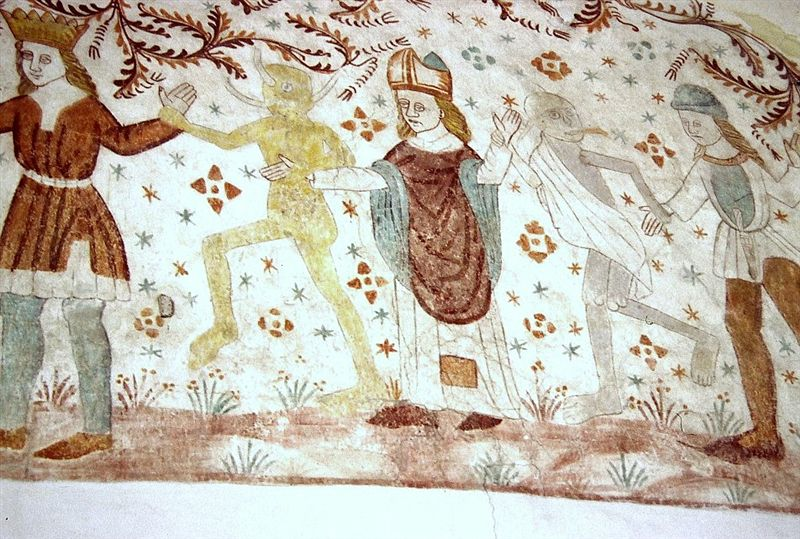
Fresco detail Dodendans

Het altaarstuk werd gebouwd door Jørgen Ringnis in 1653. Het centrale reliëf van albast is een werk van Henry Luckow-Nielsen uit 1948. De preekstoel is uit 1643 en is eveneens van de hand van Jørgen Ringnis. De vier apostelbeelden zijn afkomstig van het klankbord en staan nu samen aan de noordelijke muur van het kerkschip opgesteld.
Het doopvont in de kerk is van kalksteen en werd gemaakt in Gotland.

## Fresco's
De fresco's in de kerk werden meerdere malen gerestaureerd: eerst door Jacob Kornerup (1825-1913) die ze ontdekte in 1895, toen in 1911 door Eigil Rothe (1868-1929) en ten slotte in 1941 door Harald Borre (1891-1964). Ze dateren uit vier verschillende periodes. Onttrokken aan het oog zijn muurfresco's uit de jaren 1400, die na vastlegging vanwege de broze staat opnieuw werden overgekalkt. De muurschilderingen dragen het stempel van de Kornerup's zware restauratie, maar zijn in iconografisch opzicht interessant. De dodendans aan de westelijke muur werd eveneens sterk gerestaureerd, maar is belangrijk omdat het een zeldzaam thema is in Deense kerken. Een andere dodendans is te vinden in de kerk van Egtved, alleen is deze in een zeer slechte staat.
De oostelijke afsluiting toont een deësis uit de periode 1310-1320. De figuur van Christus bevindt zich in een mandorla en wordt hier met grote handen en een groot hoofd voorgesteld, onder Christus de leeuw van Marcus en de os van Lucas. Christus wordt geflankeerd door Maria en Johannes de Doper. Bij Maria is een knielende monnik te zien die om voorspraak bij Maria vraagt, boven Johannes bevindt zich het lam en voor hem een vrouw die rechtstreeks tot Christus bidt. Achter  Maria staat een heilige met een aureool en achter Johannes de Doper een bisschop.
Hieronder bevindt zich een rij apostelen. De apostelen dragen een lint met hun naam en Petrus en Paulus dragen ook hun attributen. Onder bevindt zich een reeks dieren: een draak, een leeuw, een paard, een hert en een paar fantasiewezens alsmede een wapen met een ster op verticaal verdeeld wit en blauw schild.
Boven de triomfboog bevindt zich een groot fresco van het Jongste Gericht, dat op 1375 wordt gedateerd. Vanuit de mond van Christus gaan twee zwaarden. Hij wordt geflankeerd door de apostelen met de attributen. Mogelijk dat de kunstenaar reeds op leeftijd was: de lijnen werden met een bevende hand geschilderd en er werden veel correcties uitgevoerd.
Het kerkschip werd in de jaren 1500-1520 volledig bedekt met fresco's, waarvan alleen een aantal fresco's in het westelijke travee bewaard bleven. In de noordelijke kap van het gewelf is Eva's schepping te zien, in de oostelijke kap de zondeval, in de zuidelijke kap de uitdrijving uit het paradijs en in de westelijke kap Adam en Eva na de uitdrijving. Hier bevindt zich op de westelijke muur de dodendans.

#### De Dodendans
De dodendans op de westelijke muur werd geschilderd in de jaren 1480 en werd in de loop van de 17e eeuw overgekalkt om ten slotte weer in het begin van de 20e eeuw te worden herontdekt. Deze dodendans laat zich van links naar rechts lezen. Het begint met een, helaas slechts nog voor de helft zichtbare, zittende dode die op een blaasinstrument speelt. Daarna komen slechts vier personen: de koning , de bisschop , de edele en de boer. Arabesken en gestileerde bloemen vormen het decor van deze dodendans. De muurschilderingen worden niet vergezeld van een tekst en het is moeilijk te interpreteren wie de levende karakters bij de dans vergezellen. Sommige bronnen zien in de figuren die de levenden bij de hand nemen demonen in plaats van doden: de dode die met de bisschop danst lijkt bijvoorbeeld hoorns op zijn hoofd te dragen, een andere dode die met de edele danst lijkt de tong uit te steken. Zorgvuldig onderzoek wees echter uit dat de hoorns en de tong in werkelijkheid wormen of slangen voorstellen, die de lichaamsopeningen verlaten om de doden zo nog afstotelijker te maken en het gevoel van angst voor de toeschouwer te vergroten.